# Oldřich František Korte
Oldřich František Korte (* 26. April 1926 in Šaľa; † 9. September 2014 in Prag) war ein tschechischer Komponist.

## Leben
Korte war Schüler seines Vaters František Korte und studierte von 1943 bis 1949 am Konservatorium in Prag bei František Pícha, daneben studierte er privat Philosophie. Er ging danach verschiedensten Berufen nach und war unter anderem Landarbeiter, Förster, Bauarbeiter und Feuerwehrmann. Nach 1945 verfasste er als Schriftsteller Musikkritiken, Essays, aber auch Skripte für Rundfunksendungen und Fernsehserien. Als Pianist trat er vorwiegend mit eigenen Werken auf. Daneben arbeitete er viele Jahre mit dem Prager Theater Laterna magika zusammen und wirkte als Komponist und musikalischer Leiter für das Prager Nationaltheater, die Münchner Kammerspiele und das Folkteatern Göteborg.
Er komponierte unter anderem ein Ballett, Schauspielmusiken, ein Musical für Jugendliche, eine Sinfonietta, ein Concerto grosso für Streicher, Trompeten und Klavier, eine Bläsersuite, kammermusikalische Werke, Troubadourgesänge für Soli, Chor und alte Instrumente sowie die Musik zu dem Film Intime Beleuchtung.